# 20e étape du Tour de France 2021
Pour un article plus général, voir Tour de France 2021.
La 20e étape du Tour de France 2021 se déroule le samedi 17 juillet 2021 entre Libourne et Saint-Émilion, sur une distance de 30,8 kilomètres en contre-la-montre individuel.

## Résultats

### Classement de l'étape
| Classement de la 20e étape | Classement de la 20e étape | Classement de la 20e étape | Classement de la 20e étape | Classement de la 20e étape |
|                            | Coureur                    | Pays                       | Équipe                     | Temps                      |
| -------------------------- | -------------------------- | -------------------------- | -------------------------- | -------------------------- |
| 1er                        | Wout van Aert              | Belgique                   | Jumbo-Visma                | en 35 min 53 s             |
| 2e                         | Kasper Asgreen             | Danemark                   | Deceuninck-Quick Step      | + 21 s                     |
| 3e                         | Jonas Vingegaard           | Danemark                   | Jumbo-Visma                | + 32 s                     |
| 4e                         | Stefan Küng                | Suisse                     | Groupama-FDJ               | + 38 s                     |
| 5e                         | Stefan Bissegger           | Suisse                     | EF Education-Nippo         | + 44 s                     |
| 6e                         | Mattia Cattaneo            | Italie                     | Deceuninck-Quick Step      | + 49 s                     |
| 7e                         | Mikkel Bjerg               | Danemark                   | UAE Team Emirates          | + 52 s                     |
| 8e                         | Tadej Pogačar              | Slovénie                   | UAE Team Emirates          | + 57 s                     |
| 9e                         | Magnus Cort Nielsen        | Danemark                   | EF Education-Nippo         | + 1 min 0 s                |
| 10e                        | Dylan Van Baarle           | Pays-Bas                   | Ineos Grenadiers           | + 1 min 21 s               |
| modifier                   |                            |                            |                            |                            |

### Classements aux points intermédiaires
| Classement intermédiaire no 1 Pomerol (km 7,6) | Classement intermédiaire no 1 Pomerol (km 7,6) | Classement intermédiaire no 1 Pomerol (km 7,6) | Classement intermédiaire no 1 Pomerol (km 7,6) | Classement intermédiaire no 1 Pomerol (km 7,6) |
|                                                | Coureur                                        | Pays                                           | Équipe                                         | Temps                                          |
| ---------------------------------------------- | ---------------------------------------------- | ---------------------------------------------- | ---------------------------------------------- | ---------------------------------------------- |
| 1er                                            | Wout van Aert                                  | Belgique                                       | Jumbo-Visma                                    | en 8 min 57 s                                  |
| 2e                                             | Stefan Küng                                    | Suisse                                         | Groupama-FDJ                                   | + 3 s                                          |
| 3e                                             | Jonas Vingegaard                               | Danemark                                       | Jumbo-Visma                                    | + 12 s                                         |
| 4e                                             | Mattia Cattaneo                                | Italie                                         | Deceuninck-Quick Step                          | + 13 s                                         |
| 5e                                             | Kasper Asgreen                                 | Danemark                                       | Deceuninck-Quick Step                          | + 13 s                                         |
| 6e                                             | Magnus Cort Nielsen                            | Danemark                                       | EF Education-Nippo                             | + 14 s                                         |
| 7e                                             | Dylan Van Baarle                               | Pays-Bas                                       | Ineos Grenadiers                               | + 15 s                                         |
| 8e                                             | Tadej Pogačar                                  | Slovénie                                       | UAE Team Emirates                              | + 17 s                                         |
| 9e                                             | Omar Fraile                                    | Espagne                                        | Astana-Premier Tech                            | + 18 s                                         |
| 10e                                            | Stefan Bissegger                               | Suisse                                         | EF Education-Nippo                             | + 19 s                                         |
| modifier                                       |                                                |                                                |                                                |                                                |

| Classement intermédiaire no 2 Montagne (km 20,1) | Classement intermédiaire no 2 Montagne (km 20,1) | Classement intermédiaire no 2 Montagne (km 20,1) | Classement intermédiaire no 2 Montagne (km 20,1) | Classement intermédiaire no 2 Montagne (km 20,1) |
|                                                  | Coureur                                          | Pays                                             | Équipe                                           | Temps                                            |
| ------------------------------------------------ | ------------------------------------------------ | ------------------------------------------------ | ------------------------------------------------ | ------------------------------------------------ |
| 1er                                              | Wout van Aert                                    | Belgique                                         | Jumbo-Visma                                      | en 24 min 4 s                                    |
| 2e                                               | Jonas Vingegaard                                 | Danemark                                         | Jumbo-Visma                                      | + 21 s                                           |
| 3e                                               | Stefan Küng                                      | Suisse                                           | Groupama-FDJ                                     | + 24 s                                           |
| 4e                                               | Kasper Asgreen                                   | Danemark                                         | Deceuninck-Quick Step                            | + 24 s                                           |
| 5e                                               | Stefan Bissegger                                 | Suisse                                           | EF Education-Nippo                               | + 30 s                                           |
| 6e                                               | Mattia Cattaneo                                  | Italie                                           | Deceuninck-Quick Step                            | + 32 s                                           |
| 7e                                               | Mikkel Bjerg                                     | Danemark                                         | UAE Team Emirates                                | + 34 s                                           |
| 8e                                               | Tadej Pogačar                                    | Slovénie                                         | UAE Team Emirates                                | + 38 s                                           |
| 9e                                               | Magnus Cort Nielsen                              | Danemark                                         | EF Education-Nippo                               | + 45 s                                           |
| 10e                                              | Dylan Van Baarle                                 | Pays-Bas                                         | Ineos Grenadiers                                 | + 53 s                                           |
| modifier                                         |                                                  |                                                  |                                                  |                                                  |

### Points attribués
| Arrivée d'étape Saint-Émilion (km 30,8) | Arrivée d'étape Saint-Émilion (km 30,8) | Arrivée d'étape Saint-Émilion (km 30,8) | Arrivée d'étape Saint-Émilion (km 30,8) | Arrivée d'étape Saint-Émilion (km 30,8) |
| --------------------------------------- | --------------------------------------- | --------------------------------------- | --------------------------------------- | --------------------------------------- |
|                                         | Coureur                                 | Pays                                    | Équipe                                  | Point(s)                                |
| 1er                                     | Wout van Aert                           | Belgique                                | Jumbo-Visma                             | 20                                      |
| 2e                                      | Kasper Asgreen                          | Danemark                                | Deceuninck-Quick Step                   | 17                                      |
| 3e                                      | Jonas Vingegaard                        | Danemark                                | Jumbo-Visma                             | 15                                      |
| 4e                                      | Stefan Küng                             | Suisse                                  | Groupama-FDJ                            | 13                                      |
| 5e                                      | Stefan Bissegger                        | Suisse                                  | EF Education-Nippo                      | 11                                      |
| 6e                                      | Mattia Cattaneo                         | Italie                                  | Deceuninck-Quick Step                   | 10                                      |
| 7e                                      | Mikkel Bjerg                            | Danemark                                | UAE Team Emirates                       | 9                                       |
| 8e                                      | Tadej Pogačar                           | Slovénie                                | UAE Team Emirates                       | 8                                       |
| 9e                                      | Magnus Cort Nielsen                     | Danemark                                | EF Education-Nippo                      | 7                                       |
| 10e                                     | Dylan Van Baarle                        | Pays-Bas                                | Ineos Grenadiers                        | 6                                       |
| 11e                                     | Brandon McNulty                         | États-Unis                              | UAE Team Emirates                       | 5                                       |
| 12e                                     | Bruno Armirail                          | France                                  | Groupama-FDJ                            | 4                                       |
| 13e                                     | Jonathan Castroviejo                    | Espagne                                 | Ineos Grenadiers                        | 3                                       |
| 14e                                     | Omar Fraile                             | Espagne                                 | Astana-Premier Tech                     | 2                                       |
| 15e                                     | Fred Wright                             | Royaume-Uni                             | Bahrain Victorious                      | 1                                       |
| modifier                                |                                         |                                         |                                         |                                         |

### Prix de la combativité
Le prix de la combativité n'est pas décerné dans le cadre des étapes contre-la-montre.

## Classements à l'issue de l'étape

### Classement général
| Classement général | Classement général | Classement général | Classement général  | Classement général  |
|                    | Coureur            | Pays               | Équipe              | Temps               |
| ------------------ | ------------------ | ------------------ | ------------------- | ------------------- |
| 1er                | Tadej Pogačar      | Slovénie           | UAE Team Emirates   | en 80 h 16 min 59 s |
| 2e                 | Jonas Vingegaard   | Danemark           | Jumbo-Visma         | + 5 min 20 s        |
| 3e                 | Richard Carapaz    | Équateur           | Ineos Grenadiers    | + 7 min 3 s         |
| 4e                 | Ben O'Connor       | Australie          | AG2R Citroën        | + 10 min 2 s        |
| 5e                 | Wilco Kelderman    | Pays-Bas           | Bora-Hansgrohe      | + 10 min 13 s       |
| 6e                 | Enric Mas          | Espagne            | Movistar            | + 11 min 43 s       |
| 7e                 | Alexey Lutsenko    | Kazakhstan         | Astana-Premier Tech | + 12 min 23 s       |
| 8e                 | Guillaume Martin   | France             | Cofidis             | + 15 min 33 s       |
| 9e                 | Pello Bilbao       | Espagne            | Bahrain Victorious  | + 16 min 4 s        |
| 10e                | Rigoberto Urán     | Colombie           | EF Education-Nippo  | + 18 min 34 s       |
| modifier           |                    |                    |                     |                     |

| Classement par points | Classement par points | Classement par points | Classement par points | Classement par points |
| --------------------- | --------------------- | --------------------- | --------------------- | --------------------- |
|                       | Coureur               | Pays                  | Équipe                | Point(s)              |
| 1er                   | Mark Cavendish        | Royaume-Uni           | Deceuninck-Quick Step | 304 points            |
| 2e                    | Michael Matthews      | Australie             | Team BikeExchange     | 269 pts               |
| 3e                    | Sonny Colbrelli       | Italie                | Bahrain Victorious    | 216 pts               |
| 4e                    | Jasper Philipsen      | Belgique              | Alpecin-Fenix         | 186 pts               |
| 5e                    | Matej Mohorič         | Slovénie              | Bahrain Victorious    | 163 pts               |
| 6e                    | Julian Alaphilippe    | France                | Deceuninck-Quick Step | 155 pts               |
| 7e                    | Tadej Pogačar         | Slovénie              | UAE Emirates          | 154 pts               |
| 8e                    | Wout van Aert         | Belgique              | Jumbo-Visma           | 121 pts               |
| 9e                    | Michael Mørkøv        | Danemark              | Deceuninck-Quick Step | 113 pts               |
| 10e                   | Jonas Vingegaard      | Danemark              | Jumbo-Visma           | 103 pts               |
| modifier              |                       |                       |                       |                       |

| Classement du meilleur grimpeur | Classement du meilleur grimpeur | Classement du meilleur grimpeur | Classement du meilleur grimpeur | Classement du meilleur grimpeur |
| ------------------------------- | ------------------------------- | ------------------------------- | ------------------------------- | ------------------------------- |
|                                 | Coureur                         | Pays                            | Équipe                          | Point(s)                        |
| 1er                             | Tadej Pogačar                   | Slovénie                        | UAE Team Emirates               | 107 points                      |
| 2e                              | Wout Poels                      | Pays-Bas                        | Bahrain Victorious              | 88 pts                          |
| 3e                              | Jonas Vingegaard                | Danemark                        | Jumbo-Visma                     | 82 pts                          |
| 4e                              | Wout van Aert                   | Belgique                        | Jumbo-Visma                     | 68 pts                          |
| 5e                              | Nairo Quintana                  | Colombie                        | Arkéa-Samsic                    | 66 pts                          |
| 6e                              | Richard Carapaz                 | Équateur                        | Ineos Grenadiers                | 56 pts                          |
| 7e                              | Ben O'Connor                    | Australie                       | AG2R Citroën                    | 44 pts                          |
| 8e                              | Bauke Mollema                   | Pays-Bas                        | Trek-Segafredo                  | 41 pts                          |
| 9e                              | David Gaudu                     | France                          | Groupama-FDJ                    | 41 pts                          |
| 10e                             | Anthony Perez                   | France                          | Cofidis                         | 37 pts                          |
| modifier                        |                                 |                                 |                                 |                                 |

| Classement général du meilleur jeune | Classement général du meilleur jeune | Classement général du meilleur jeune | Classement général du meilleur jeune | Classement général du meilleur jeune |
|                                      | Coureur                              | Pays                                 | Équipe                               | Temps                                |
| ------------------------------------ | ------------------------------------ | ------------------------------------ | ------------------------------------ | ------------------------------------ |
| 1er                                  | Tadej Pogačar                        | Slovénie                             | UAE Team Emirates                    | en 80 h 16 min 59 s                  |
| 2e                                   | Jonas Vingegaard                     | Danemark                             | Jumbo-Visma                          | + 5 min 20 s                         |
| 3e                                   | David Gaudu                          | France                               | Groupama-FDJ                         | + 21 min 21 s                        |
| 4e                                   | Aurélien Paret-Peintre               | France                               | AG2R Citroën                         | + 39 min 9 s                         |
| 5e                                   | Sergio Higuita                       | Colombie                             | EF Education-Nippo                   | + 1 h 5 min 27 s                     |
| 6e                                   | Valentin Madouas                     | France                               | Groupama-FDJ                         | + 2 h 11 min 39 s                    |
| 7e                                   | Neilson Powless                      | États-Unis                           | EF Education-Nippo                   | + 2 h 13 min 33 s                    |
| 8e                                   | Mark Donovan                         | Royaume-Uni                          | Team DSM                             | + 2 h 14 min 52 s                    |
| 9e                                   | Jonas Rutsch                         | Allemagne                            | EF Education-Nippo                   | + 2 h 29 min 33 s                    |
| 10e                                  | Brent Van Moer                       | Belgique                             | Lotto-Soudal                         | + 2 h 41 min 12 s                    |
| modifier                             |                                      |                                      |                                      |                                      |

| Classement par équipes | Classement par équipes | Classement par équipes | Classement par équipes |
|                        | Équipe                 | Pays                   | Temps                  |
| ---------------------- | ---------------------- | ---------------------- | ---------------------- |
| 1re                    | Bahrain Victorious     | Bahreïn                | en 241 h 17 min 56 s   |
| 2e                     | EF Education-Nippo     | États-Unis             | + 19 min 12 s          |
| 3e                     | Jumbo-Visma            | Pays-Bas               | + 1 h 11 min 35 s      |
| 4e                     | Ineos Grenadiers       | Royaume-Uni            | + 1 h 27 min 10 s      |
| 5e                     | AG2R Citroën           | France                 | + 1 h 31 min 54 s      |
| 6e                     | Bora-Hansgrohe         | Allemagne              | + 1 h 36 min 44 s      |
| 7e                     | Trek-Segafredo         | États-Unis             | + 1 h 47 min 4 s       |
| 8e                     | Astana-Premier Tech    | Kazakhstan             | + 2 h 1 min 45 s       |
| 9e                     | Movistar               | Espagne                | + 2 h 4 min 28 s       |
| 10e                    | UAE Team Emirates      | Émirats arabes unis    | + 2 h 38 min 8 s       |
| modifier               |                        |                        |                        |

## Abandons
Aucun abandon